# Navidad Nuestra
Navidad Nuestra (ісп. Наше Різдво) — різдвяна кантата аргентинського композитора Аріеля Раміреса та автора текстів Фелікса Луни. Різдвяна історія перенесена в південноамериканський культурний ареал, наприклад, кантата оркестрована південноамериканськими музичними інструментами.
Кантата складається з шести пісень, кожна з яких складена в ритмі окремого південноамериканського танцю:
1. La anunciación («Благовіщення»), ангел Гавриїл і Марія — чамаме[en]
2. La peregrinación («Паломництво»), Йосип і Марія шукають місце для ночівлі — уелья[es]
3. El nacimiento («Народження») — катамарканська відала[es]
4. Los pastores («Пастухи») — чая
5. Los reyes magos («Три царі») — такірарі[es]
6. La huida («Втеча») — тукуманська відала[es]

Не лише мелодії, а й тексти, написані Феліксом Луною, переміщують різдвяну історію в південноамериканський світ: Марія та Йосип мандрують крижаними пампасами, порослими колючками та кропивою, пастухи приїжджають з усієї Аргентини та приносять дитині маленькі хлібці, сир, базилік і чебрець, волхви приносять в подарунок біле пончо зі справжньої альпаки.
Рамірес і Луна написали твір восени 1963 року. Він з'явився разом із Misa Criolla у 1964 році на платівці студії звукозапису Philips Records.
Navidad nuestra виконували такі співаки, як Мерседес Соса та Хосе Каррерас, а також численні інші латиноамериканські співаки. Кантата також дуже популярна серед аматорських хорів Латинської Америки.